# Ignacy Skoczeń
Ignacy Skoczeń (ur. 10 lipca 1894 w Starym Sączu, zm. w 1972 w Stanach Zjednoczonych) – podpułkownik żandarmerii Wojska Polskiego, działacz niepodległościowy.

## Życiorys
Urodził się 10 lipca 1894 w Starym Sączu, w ówczesnym powiecie nowosądeckim Królestwa Galicji i Lodomerii, w rodzinie Jana i Karoliny z domu Chmura.
Przed I wojną światową należał do organizacji strzeleckiej w Nowym Sączu. 27 sierpnia 1914 wstąpił do Legionów Polskich. Został przydzielony do 15. kompanii IV batalionu 2 pułku piechoty. Wziął udział w kampnii karpackiej. 29 października 1914 został ranny w bitwie pod Mołotkowem, a po rekonwalescencji przydzielony do Komendy LP. Służył w Żandarmerii Polowej. W 1917 został wymieniony we wniosku Komendy Żandarmerii Polowej LP o odznaczenie austriackim Krzyżem Wojskowym Karola. Po przeniesieniu do Polskiego Korpusu Posiłkowego służył także w żandarmerii. Awansował na podchorążego.
8 listopada 1918 Rada Regencyjna mianowała go podporucznikiem w Żandarmerii Polowej.
W lipcu 1919 pełnił służbę w Dowództwie Żandarmerii Okręgu Generalnego Łódź na stanowisku adiutanta. 27 sierpnia 1920 został zatwierdzony z dniem 1 kwietnia 1920 w stopniu rotmistrza, w żandarmerii, w grupie oficerów byłych Legionów Polskich. Pełnił wówczas służbę w Dywizjonie Żandarmerii Wojskowej w Łodzi. 16 lipca 1921 został wyznaczony na stanowisko zastępcy dowódcy 9 dywizjonu żandarmerii w Brześciu. 3 maja 1922 został zweryfikowany w stopniu kapitana ze starszeństwem od 1 czerwca 1919 i 10. lokatą w korpusie oficerów żandarmerii. W kolejnych latach pełnił obowiązki zastępcy dowódcy 9 dżand. w garnizonie Brześć. W marcu 1927 zzostał przeniesiony do 7 dywizjonu żandarmerii w Poznaniu na stanowisko pełniacego obowiązki dowódcy dywizjonu. 11 czerwca tego roku został zameldowany z rodziną na ul. Świętego Wojciecha w Poznaniu. W lutym 1930 został przeniesiony do Dowództwa Żandarmerii Ministerstwa Spraw Wojskowych w Warszawie. Mieszkał w stolicy przy ul. Targowej 84 m. 9. Z dniem 31 maja 1934 został przeniesiony do rezerwy z równoczesnym przeniesieniem w rezerwie do 9 dywizjonu żandarmerii.
Po zakończeniu służby wojskowej został starostą powiatowym w Łukowie, a 21 grudnia 1934 objął urzędowanie na stanowisku starosty powiatowego w Nowym Tomyślu. Obowiązki starosty nowotomyskiego sprawował do 1939.
W lutym 1941 został wyznaczony na stanowisko szefa żandarmerii Samodzielnej Brygady Strzelców Karpackich. W maju 1942 został dowódcą żandarmerii 3 Dywizji Strzelców Karpackich, a w lipcu 1943 dowódcą żandarmerii 2 Korpusu Polskiego. Opracował podręczniki: „Marsze i regulacja ruchu” oraz „Przepisy drogowe”. Jako dowódcy podlegały mu wszystkie jednostki żandarmerii korpusu i Bazy.
1 marca 1949 został członkiem Koła Oddziałowego Stowarzyszenia Polskich Kombatantów nr 106 „Żandarm”.
Zmarł w 1972 i został pochowany na cmentarzu w miejscowości Wheat Ridge w stanie Kolorado. Jego nazwisko zostało wygrawerowane na jednym ze złotych gwoździ, wbitych w drzewce repliki sztandaru batalionu szkolnego Centrum Wyszkolenia Żandarmerii, który został poświęcony 13 czerwca 1976.
Był żonaty z Ireną z Tulinpeisów (ur. 14 marca 1903 w Rszewie), z którą miał córkę Danutę (ur. 10 sierpnia 1926 w Brześciu).

## Ordery i odznaczenia
- Krzyż Niepodległości – 16 września 1931 „za pracę w dziele odzyskania niepodległości”[28][29][2][30]
- Krzyż Walecznych[31]
- Srebrny Krzyż Zasługi[31]
- Srebrny Medal Waleczności 2 klasy[1]